# Culex simpsoni
Culex simpsoni är en tvåvingeart som beskrevs av Theobald 1905. Culex simpsoni ingår i släktet Culex och familjen stickmyggor. Inga underarter finns listade i Catalogue of Life.